# 표훈사
표훈사(表訓寺)는 강원도 금강군 내강리 내금강 만폭동 어귀에 있는 670년 신라의 승려 관륵과 융운이 창건한 사찰이며 금강산 4대 사찰 가운데 유일하게 남아 있는 절이다. 
676년 처음 세워 신림사라 부르다 1778년 완전히 새로 지었다. 670년(신라 문무왕 10년) 표훈대사가 창건했다고 전하나, 현존하는 건물은 조선 세종대왕이 재건한 후 수차례에 걸쳐서 중수한 것이다. 1778년(조선 정조 2년)에 크게 보수했다. 
표훈사는 그 중심건물인 반야보전뿐만 아니라 명월당·영산전·명부전·칠성각·판도방·극락전 등 여러 불전과 능파루와 같은 누각·산문 등의 여러 부속건물들이 즐비했다. 또 무게가 500근이나 되며 40말의 밥을 단번에 지을 수 있는 커다란 놋시루와 53개의 부처를 새긴 철탑 등 수많은 보물과 유물이 있으나 이런 희귀한 문화재는 분실되거나 일제 치하에 일본인들이 약탈해갔다. 
국보급 문화재였던 53불을 조각한 철탑은 일본으로 건너갔다고 하고 한국 전쟁 때에도 크게 파괴되었다가 복구되었다.

## 같이 보기
- 한국의 불교
- 한국의 건축